# Lipót Klug

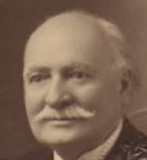
Lipót Klug

Lipót Klug, auch Leopold Klug, (* 23. Januar 1854 in Gyöngyös; † Ende 1944 in Budapest) war ein ungarischer Mathematiker, der sich mit Geometrie befasste.

## Biographie
Klug stammte aus jüdischer Familie und studierte ab 1872 an der Universität Budapest um Lehrer zu werden und wurde nach dem Abschluss 1874 Gymnasiallehrer in Pressburg. Ab 1893 war er Gymnasiallehrer in Budapest. Er habilitierte sich in Budapest, war dort ab 1891 Privatdozent und wurde 1897 außerordentlicher Professor für Darstellende Geometrie an der Universität Kolozsvár. 1900 wurde er ordentlicher Professor. 1917 ging er in den Ruhestand und zog nach Budapest, wo er seine wissenschaftliche Tätigkeit fortsetzte, bis sein Augenlicht nachließ. Er unterrichtete aber privat Schüler wie den zehnjährigen Edward Teller, dem er projektive Geometrie nahebrachte und die Algebra von Leonhard Euler zu lesen gab. Klug stiftete einen Preis für Arbeiten zur Förderung der Geometrie in Ungarn, den er mit Geld in Höhe seiner Jahrespension dotierte und den 1943 László Fejes Tóth und Ferenc Zigány erhielten. Das war das einzige Mal, dass er vergeben wurde. Er verließ Ende 1944 noch während des Zweiten Weltkriegs sein Haus in Budapest und kehrte nicht zurück. Die Todesumstände sind ungeklärt, möglicherweise war er ein Opfer der damaligen antisemitischen Ausschreitungen.
Klug befasste sich mit Darstellender und Projektiver Geometrie und war von Gyula König beeinflusst. Er verfasste mehrere Lehrbücher über Geometrie, so das Buch Projektive Geometrie (1903) und Darstellende Geometrie (1900).
1889 veröffentlichte er eine Verallgemeinerung des Satzes von Pythagoras für k-dimensionale Simplexe.

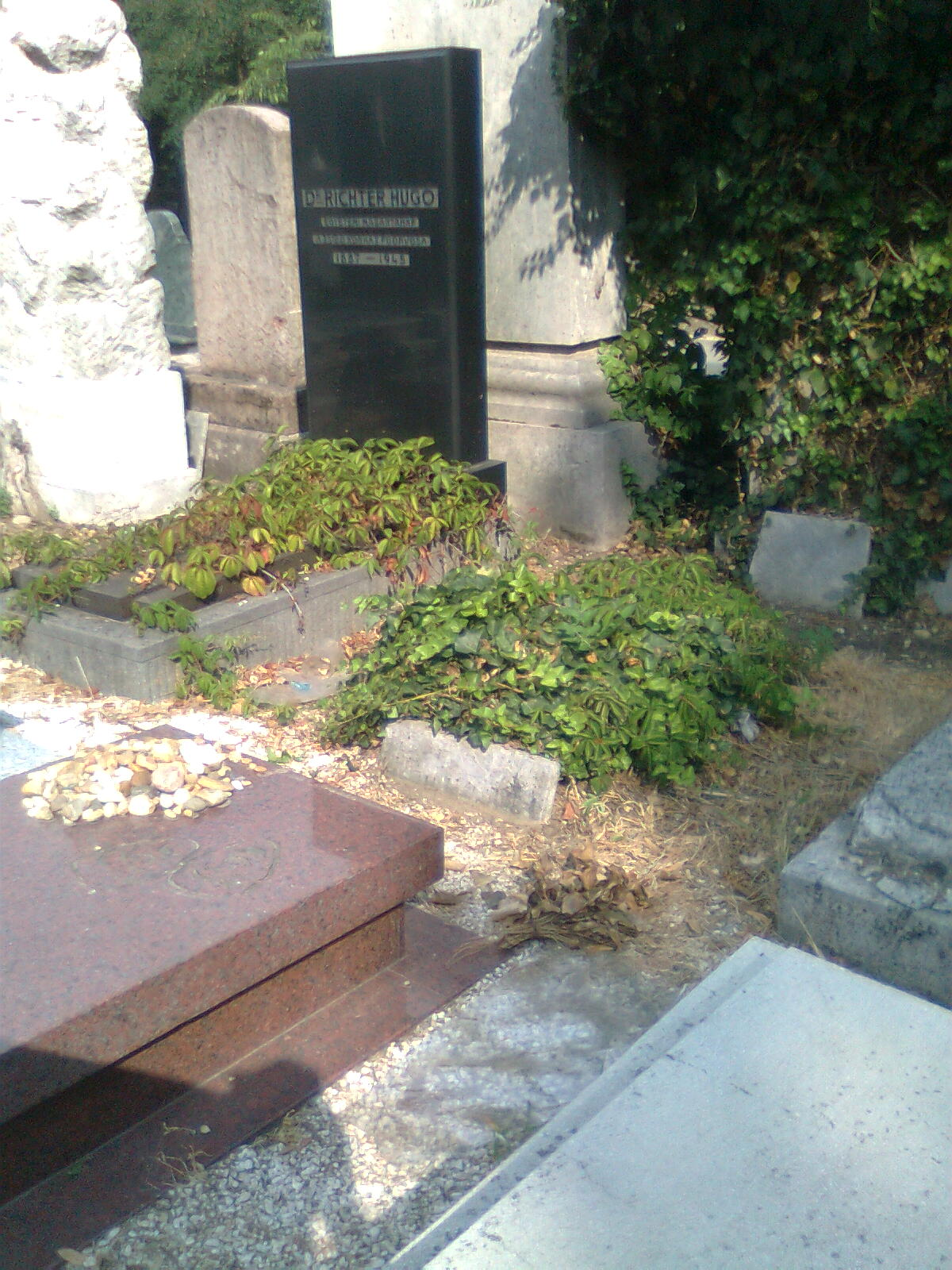
Grab auf dem Israelitischen Friedhof in der Kozma-Straße in Budapest, mit kleiner Grabplatte

## Schriften
- Elemente der Projektiven Geometrie (Ungarisch), 1892
- Konfiguration der allgemeinen und vier speziellen Pascal-Sechsecke (Ungarisch), Albert K. Ajtai, Buchdruckerei, Cluj-Napoca, 1898.
- Projektive Geometrie (Ungarisch), Budapest 1903
- Darstellende Geometrie (Ungarisch), Budapest, 1900.